# Gifu
Gifu (japanska: 岐阜市?, Gifu-shi) är residensstad i Gifu prefektur i regionen Chūbu i centrala Japan. Den är belägen ungefär mittemellan Tokyo och Kyoto. Floden Nagaragawa (japanska: 長良川) rinner genom staden. Gifu har sedan 1996
status som kärnstad (japanska: 中核市?, Chūkakushi) enligt lagen om lokalt självstyre.
Gifu har på grund av sitt centrala läge i Japan spelat stor roll i landets historia. Under Sengokuperioden använde flera daimyo, japanska länsherrar, som till exempel Oda Nobunaga, platsen som bas i ett försök att ena och kontrollera Japan. Efter landets enande kom Gifu att utvecklas till en viktig shukuba, ("värdshusby") under Edoperioden och senare till en av Japans viktigaste textil- och modeindustri.

## Demografi
Folkmängden uppgick till 397 991 invånare 1 oktober 2022. Likt många andra delar av Japan så är andelen äldre invånare (över 65) hög. Personer över 65 år uppgår till cirka 21,67 % av invånarna i Gifu, medan personer under 15, i jämförelse, endast utgör 14,13 %. Det motsvarar ungefär samma siffror som för Japan i stort (där 21 % av befolkningen är över 65 år samt 13,6 % under 15 år). Medelåldern i Gifu är 43,37 år.

## Kommunikationer
Gifu ingår i Nagoyas storstadsområde och den trafikstruktur som finns där. Den viktigaste trafikkorridoren är Toyohashi–Nagoya–Gifu. Där går JR Tokais Tokaido-huvudlinjen och Meitetsus Nagoya-linje sida vid sida i stark konkurrens och ger goda kommunikationer till Nagoya. Även JR Tokais Takayama-linje och Meitetsus Kakamigahara-linje och Takehana-linje går från Gifu. Från Gifu finns direkttåg till Chūbu Centrairs internationella flygplats.
Den närmaste anslutningen till Shinkansen är vid Gifu-Hashima station på Tokaido Shinkansen i den angränsande staden Hashima.

## Sightseeing
Gifu är känt för att det bedrivs traditionellt fiske med dresserade skarvar i små båtar på Nagaragawa, och för sin textil- och pappersindustri.

## Högre utbildning
Gifu har fem högskolor och universitet. Störst av dessa är Gifus universitet.

## Sport
FC Gifu spelar i proffsligan J.League i fotboll.

## Kända personer från Gifu
- Naoko Takahashi, friidrottare som bland annat tagit guld i maraton i OS i Sydney år 2000.
- Kazuhiro Wada, baseballspelare
- Kansai Yamamoto, modeskapare som bland annat arbetat med David Bowie
- Seiko Noda, politiker